# Pani Dalloway
Pani Dalloway (ang. Mrs Dalloway) – powieść Virginii Woolf wydana w 1925 roku w Londynie w wydawnictwie Hogarth Press; dzieło na język polski przełożyła Krystyna Tarnowska (1961) oraz Magda Heydel (2023).

## Geneza
Inspiracje zastosowanego stylu pisarskiego można upatrywać w ówczesnych nurtach sztuki, w tym w estetyce filmowej. Początkowo dzieło miało nosić tytuł Godziny . Virginia Woolf rozpoczęła prace nad powieścią w 1922 roku. Była wówczas po lekturze Ziemi jałowej T.S. Eliota i Ulissesa J. Joyce’a – powieść jest postrzegana jako odpowiedź na Ulissesa, fabuła obu utworów rozgrywa się w jeden dzień w jednym mieście, z kolei do poematu Eliota zbliża ją wielogłosowość oraz to samo miejsce akcji, Londyn. Utworem o podobnej fabule jest opowiadanie Garden Party autorstwa Katherine Mansfield, której pisarstwo podziwiała Virginia Woolf. Opowiadanie opisuje całodzienne przygotowania do letniego przyjęcia, pomiędzy które przedostaje się nagła wiadomość o czyjejś śmierci. W swoim dzienniku w czerwcu 1923 roku autorka zanotowała o pisanej: Chcę oddać życie i śmierć, zdrowie i szaleństwo; chcę poddać krytyce system społeczny i pokazać, jak działa w swych najsilniejszych przejawach. Powieść została ukończona 17 października 1924 roku.

## Fabuła
Akcja powieści rozgrywa się w ciągu jednego dnia, w środę w połowie czerwca 1923 roku w Londynie, które jest tłem, a zarazem bohaterem opisywanych wydarzeń. Główna bohaterka powieści, tytułowa Clarissa Dalloway to kobieta z wyższych sfer w wieku 52 lat, żona konserwatywnego parlamentarzysty, która mieszka w dzielnicy Westminster. Drugi kluczowy bohater to Septimus Smith, którego Clarissa Dalloway nigdy nie poznaje osobiście. Cechy jego szaleństwa autorka zaczerpnęła z własnych przeżyć. Pani Dalloway chodzi rano po Londynie, przygotowując się do wieczornego przyjęcia, które wydaje. Ładny dzień przywodzi jej na myśl młodość spędzoną na wsi w Bourton. Zastanawia się m.in. czy dobrze wybrała męża: został nim solidny Richard Dalloway, polityk, a nie tajemniczy i wymagający Peter Walsh, wspomina także młodzieńcze zauroczenie Sally Seton. Akurat tego poranka Peter składa jej wizytę po powrocie z Indii. Septimus Warren Smith, weteran I wojny światowej, który cierpi na zespół stresu pourazowego (shell shock), spędza dzień w parku ze swoją włoską żoną Lucrezią, i tam obserwuje ich Peter Walsh. Septimus ma częste halucynacje, głównie dotyczące serdecznego przyjaciela Evansa, poległego na wojnie. Kilka godzin później dostaje skierowanie do szpitala psychiatrycznego, ale popełnia samobójstwo, wyskakując z okna. Przyjęcie Clarissy jako kulminacja może rozczarować czytelnika. Pojawia się tam większość postaci, które spotkała w ciągu dnia, a także osoby z jej przeszłości, w tym Peter Walsh i Sally Seton. Przyszedł także premier i poważana lady Bruton. Podczas przyjęcia zachodzi najważniejsze wydarzenie wieczoru – Clarissa dowiaduje się o samobójstwie Septimusa, o czym myśli słowami: Śmierć to akt oporu i staje się to dla niej doświadczeniem formacyjnym.

## Narracja
Narracja jest dość tradycyjna, z wykorzystaniem techniki strumienia świadomości. Powieść zawiera sporo surrealistycznych wizji chorego psychicznie Septimusa, ale i Clarissy, która przebyła niedawno ciężką nienazwaną chorobę. Przedstawiony plastycznie powojenny Londyn widziany oczami mieszkańców jest w tle wielkim bohaterem książki ze swoimi ulicami, pomnikami, publicznymi parkami, samochodami, pierwszymi autobusami, tłumami, wspomnieniami o poległych na wojnie. Wielka Brytania to wciąż jeszcze kolonialna potęga, wielu ludzi podróżuje do Indii, a Clarissa przebywała przez pewien czas w Konstantynopolu. Łatwy jest dostęp londyńczyków np. do bananów. Ton jest przeważnie radosny, lekki i dowcipny, postacie przemierzają miasto, które odżywa, kwitnie w ten piękny, słoneczny dzień zwyczajnie cieszą się życiem. Ukazane są wyższe sfery – polityk rządzącej Partii Konserwatywnej, zamożny lekarz, arystokratki, jednak wielu jest pomniejszych bohaterów, czasem po prostu przypadkowych przechodniów. Septimus pracuje jako urzędnik w biurze handlu nieruchomościami. Obiektywny upływ czasu wyznacza odgłos bicia Big Bena, jednak czas bohaterów biegnie własnym torem. Pani Dalloway nie pracuje zawodowo, ma wiele spraw, ale związanych z jej zamożnym gospodarstwem domowym, znajomymi. Dopiero jej córka Elżbieta pragnie zostać lekarką lub farmerką, pod wpływem nauk mentorki nielubianej przez matkę. Powieść wyrafinowana językowo, z interesującymi metaforami i porównaniami, często dotyczącymi morza, gór, życia na wsi, choć akcja dzieje się w wielkim mieście. Liczne są też przenośnie muzyczne. Sporo jest długich wieloczłonowych zdań.

## Interpretacja
Magda Heydel, tłumaczka dzieła, określa je jako nowoczesną powieścią o kobietach. Kluczowe toposy poruszone w powieści to: życie i śmierć, zdrowie i szaleństwo, a także starzenie się.